# Wielki Łęck (gromada)
Wielki Łęck – dawna gromada, czyli najmniejsza jednostka podziału terytorialnego Polskiej Rzeczypospolitej Ludowej w latach 1954–1972.
Gromady, z gromadzkimi radami narodowymi (GRN) jako organami władzy najniższego stopnia na wsi, funkcjonowały od reformy reorganizującej administrację wiejską przeprowadzonej jesienią 1954 do momentu ich zniesienia z dniem 1 stycznia 1973, tym samym wypierając organizację gminną w latach 1954–1972.
Gromadę Wielki Łęck z siedzibą GRN w Wielkim Łęcku utworzono – jako jedną z 8759 gromad na obszarze Polski – w powiecie działdowskim w woj. olsztyńskim na mocy uchwały nr 12 WRN w Olsztynie z dnia 4 października 1954. W skład jednostki weszły obszary dotychczasowych gromad Wielki Łęck, Przełęk i Mały Łęck ze zniesionej gminy Płośnica oraz obszar dotychczasowej gromady Nowydwór wraz z miejscowością Miłostajki z dotychczasowej gromady Cibórz ze zniesionej gminy Lidzbark w tymże powiecie. Dla gromady ustalono 16 członków gromadzkiej rady narodowej.
Gromadę zniesiono 1 stycznia 1960, a jej obszar włączono do gromad Lidzbark (wsie Miłostajki i Nowydwór oraz leśniczówkę Nowydwór) i Płośnica (wsie Mały Łęck, Przełęk i Wielki Łęck oraz wybudowanie Morycówka) w tymże powiecie.